# 구로마쓰역 (미야기현)
구로마쓰역(일본어: 黒松駅, くろまつえき)은 일본 미야기현 센다이시 이즈미구 아사히가오카쓰쓰미 2초메에 있는 센다이 시 지하철 난보쿠 선의 역이다. 역 번호는 N 03이다. 일본에서 가장 얕은 심도에 위치한 지하철역(4.3m 깊이)이다.

## 역 구조
섬식 승강장 1면 2선의 지상역이다. 출구는 북쪽으로 1곳 있다. 본 역은 양쪽을 대지에 낀 골짜기 밑에 있다. 역사는 계곡과 개방되겠끔 만들어졌기 때문에, 동서 방향으로는 골짜기를 보는 것이 어렵다. 당역에서 이즈미추오 역까지는 지상 구간이며, 본 역의 남쪽은 지하 구간이다.
본 역은 개통 당시 유일하게 엘리베이터가 설치되어 있지 않았지만 나중에 설치되었다.

### 타는 곳
| 1 | ■ 난보쿠 선 |  | 센다이・도미자와 방면 |  |
| 2 | ■ 난보쿠 선 |  | 이즈미추오 방면       |  |

## 이용 상황
- 2015년도
  - 1일 평균 승차 인원: 3,987명[1]

| 연도 | 1일 평균 승차 인원 |
| ---- | ------------------ |
| 2002 | 3,816              |
| 2003 | 3,796              |
| 2004 | 3,869              |
| 2005 | 3,868              |
| 2006 | 3,834              |
| 2007 | 3,883              |
| 2008 | 3,799              |
| 2009 | 3,709              |
| 2010 | 3,574              |
| 2011 | 3,261              |
| 2012 | 3,832              |
| 2013 | 3,920              |
| 2014 | 3,926              |
| 2015 | 3,987              |

## 역 주변
역은 아오바구와의 경계 근처에 있고, 주위는 나나키타 구릉 상에 개발된 주택지이다. 역명은 1962년에 입주가 시작된 미야기군 이즈미 정(현, 센다이 시 이즈미 구)에서 첫 대형 주택 단지인 "구로마쓰"에 유래했으며, 이 단지는 역의 북서쪽과 국도 제4호선에 따라서 나나키타 강의 수계인 센다이 강의 우안의 구릉상에 조성되었다.
역사 서쪽에는 구로마쓰 시민 센터가 있다. 동쪽으로는 생협의 점포가 있지만 다른 상점은 없다. 역 인근의 마미사와 공원은 이 연못을 내려다보며 동쪽 언덕으로, 공원 내 연못 근처에는 호수 위를 달리는 열차를 볼 수 있다.
- 이즈미 구로마쓰 우체국
- 아에라 홈 센다이키타점
- 센다이 은행 구로마쓰 지점
- 생활 협동 조합 구로마쓰점
- 센다이 시립 구로마쓰 초등학교
- 센다이 시립 야오토메 중학교

## 역사
- 1987년 7월 15일: 영업 개시.
- 2010년 2월 6일: 스크린도어 사용 개시.
- 2011년
  - 3월 11일: 동일본 대지진이 발생으로 영업 중단.
  - 3월 14일: 대체 버스가 운행됨.
  - 4월 29일: 난보쿠 선 전 노선 복구에 따라 영업 재개.
- 2014년 12월 6일: 이쿠스카 도입[3].

## 인접역
| 센다이 시 지하철 ■ 난보쿠 선  | 센다이 시 지하철 ■ 난보쿠 선 | 센다이 시 지하철 ■ 난보쿠 선    |
| ----------------------------- | ---------------------------- | ------------------------------- |
| N 02 야오토메 이즈미추오 방면 |                              | 아사히가오카 N 04 도미자와 방면 |